# چارلز جی. فاکنر
چارلز جی. فاکنر (به انگلیسی: Charles J. Faulkner) سناتور سابق عضو حزب دموکرات ایالات متحده آمریکا بود. وی در سال ۱۸۸۷ تا ۱۸۹۹ میلادی سناتور ایالت ویرجینیای غربی در سنای ایالات متحده آمریکا بود.